# V519 Возничего
V519 Возничего (лат. V519 Aurigae) — одиночная переменная звезда в созвездии Возничего на расстоянии приблизительно 2742 световых лет (около 840 парсеков) от Солнца. Видимая звёздная величина звезды — от +11,1m до +10,6m.

## Характеристики
V519 Возничего — красная углеродная пульсирующая медленная неправильная переменная звезда (LB:) спектрального класса C. Светимость — около 10000 солнечных. Эффективная температура — около 3297 K.